# Kabai János
Kabai János (Bukarest, 1927. augusztus 1. – Budapest, 1988. október 15.) kémikus; a kémiai tudományok kandidátusa (1960) a kémiai tudományok doktora (1973).

## Életpályája
1941-ig Nagyenyeden és Nagyváradon élt, majd Budapestre költözött. Vegyészi tanulmányait az ELTE TTK-n végezte el 1949–1953 között. Tudományos pályafutását a kolloidkémiai tanszéken, Buzágh Aladár mellett kezdte. 1956–1957 között a Dohánykutató Intézetben dolgozott, majd visszatért az egyetemre. 1966–1969 között a Semmelweis Egyetem Gyógyszerészi Karán tartott kolloidkémiai előadásokat. 1969-től az Országos Munka- és Üzemegészségügyi Intézetben dolgozott; 1973-tól a Kémiai Osztály vezetőjeként.
Főként a fém-hidroxidok kolloid sajátosságait tanulmányozta. Munkaegészségügyi problémákkal, különösen a légszennyezéssel foglalkozott.